# Strangalia emaciata
Strangalia emaciata là một loài bọ cánh cứng trong họ Cerambycidae.